# Zac Guildford

a Compétitions nationales et continentales officielles uniquement.

b Matchs officiels uniquement.
Dernière mise à jour le 19 mars 2025.
Zac Guildford, né le 8 février 1989 à Greytown (Nouvelle-Zélande), est un joueur international néo-zélandais de rugby à XV évoluant principalement aux postes d'ailier ou d'arrière.
Avec les All Blacks, il remporte la Coupe du monde 2011.

## Biographie

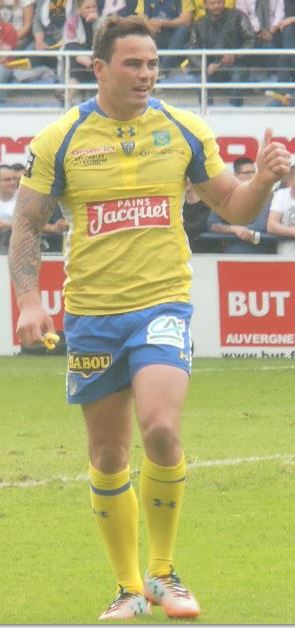
Zac Guildford avec l'ASM Clermont Auvergne en avril 2015.

Après sa première saison en Air New Zealand Cup en 2007 au sein de la province de Hawke's Bay, Zac Guildford est sélectionné au sein de l'effectif de la franchise des Hurricanes. Il participe à six rencontres au cours du Super 14 2008 malgré une fracture du bras survenue en début de saison. Il joue sa première rencontre face aux Stormers et inscrit trois essais lors de sa première saison. De plus en plus utilisé comme titulaire lors de l'édition 2009, il marque quatre essais au cours des dix rencontres auxquelles il participe. Son excellente saison ainsi que son potentiel lui valent d'être recruté par les Crusaders pour l'année 2010.
Guildford est sélectionné pour la première fois avec les All Blacks pour la tournée d'automne 2009. Il est titularisé pour la victoire face au pays de Galles au Millennium Stadium de Cardiff. Il remporte le Championnat du monde junior en 2008 et 2009 ainsi que le Championnat du monde des moins de 19 ans en 2007. Il a eu la douleur de perdre son père juste après sa victoire en finale du tournoi 2009.
En 2011, il est retenu pour participer au Tri-nations puis quelques semaines plus tard, dans l'équipe des All Blacks appelée à disputer la Coupe du monde. Pendant le tournoi, il est réprimandé publiquement par son staff à propos de sa consommation excessive d'alcool. Il ne dispute qu'un seul match du tournoi contre le Canada mais s'illustre en inscrivant quatre essais dans ce seul match. Les All Blacks remportent la compétition en battant la France en finale.
Le 11 novembre 2011, alors qu'il est complètement nu et en état d'ébriété avancé, il agresse deux personnes dans un bar de Rarotonga. Malgré ses excuses, il est suspendu quatre semaines par les Crusaders,. En janvier 2013, alors qu'il a été de nouveau impliqué dans une bagarre, il annonce qu'il met sa carrière professionnelle entre parenthèses pour soigner son alcoolisme.
Le 1er janvier 2014, le site du journal L'Équipe annonce son arrivée pour deux saisons (2014 à 2016) au sein de l'effectif auvergnat de l'ASM Clermont Auvergne. En mai 2015, il résilie son contrat avec l'ASM Clermont.
Après son départ de France, il retourne dans son ancienne province d'Hawke's Bay. 
En septembre 2015, les Waratahs annonce la signature du joueur pour le prochain Super Rugby. En 2016, après avoir quitté les Waratahs, il rejoint le club australien de West Harbour. La même année, il joue ensuite en amateur pour Wairarapa Bush en Heartland Championship.
L'année suivante, il est sélectionné par la province de Waikato pour la saison 2017 de NPC.
À partir de l'été 2018, il retourne en France et rejoint l'USON Nevers pour un contrat de deux saisons. Dès le mois de janvier 2019, il quitte prématurément le club pour des raisons familiales afin d'effectuer son retour en Nouvelle-Zélande.
En juillet 2019, il retrouve un club en Nouvelle-Zélande et signe pour la province d'East Coast.
Deux ans plus tard, il est nommé dans l'effectif de Wairarapa Bush.
En mars 2022, il est condamné à neuf mois de prison après deux accusations de fraude, pour avoir notamment dérobé de l'argent à son grand-père ainsi qu'à un ami à lui.

## Statistiques internationales
De 2009 à 2012, Zac Guilford compte dix sélections avec les All-Blacks, inscrivant 30 points, soit six essais. Avec les Kiwis, il dispute une Coupe du monde en 2011 et participe à une édition du Tri-nations en 2011.

## Palmarès

### En franchise et province
- Finaliste du Super Rugby en 2011 avec les Crusaders.
- Vainqueur de la division Championship du National Provincial Championship en 2011 avec Hawke's Bay.
- Finaliste de la division Championship du National Provincial Championship en 2013 avec Hawke's Bay.
- Finaliste du Championnat de France en 2015 avec l'ASM Clermont.

### En équipe nationale
- Vainqueur du Championnat du monde des moins de 19 ans en 2007 avec l'équipe de Nouvelle-Zélande des moins de 19 ans.
- Vainqueur du Championnat du monde junior en 2008 et 2009 avec l'équipe de Nouvelle-Zélande des moins de 20 ans.
- Vainqueur de la Coupe du monde en 2011 avec l'équipe de Nouvelle-Zélande.

### Distinctions personnelles
- Meilleur marqueur du Championnat du monde junior en 2009 (8 essais).
- Meilleur marqueur du National Provincial Championship en 2009 (13 essais).